# Schinus areira
Schinus areira är en sumakväxtart som beskrevs av Carl von Linné. Schinus areira ingår i släktet Schinus och familjen sumakväxter. Inga underarter finns listade i Catalogue of Life.